# Onze Mondial
Onze Mondial é uma revista esportiva francesa.
Destaca-se por entregar anualmente o prêmio Onze d'Or, destinado ao melhor jogador atuando no futebol europeu.